# Fredericktown-Millsboro
Fredericktown-Millsboro es un lugar designado por el censo ubicado en el condado de Washington en el estado estadounidense de Pensilvania. En el año 2000 tenía una población de 1,094 habitantes y una densidad poblacional de 241 personas por km².

## Geografía
Fredericktown-Millsboro se encuentra ubicado en las coordenadas 39°59′42″N 79°59′58″O / 39.99500, -79.99944.

## Demografía
Según la Oficina del Censo en 2000 los ingresos medios por hogar en la localidad eran de $25,086 y los ingresos medios por familia eran $32,292. Los hombres tenían unos ingresos medios de $27,188 frente a los $17,120 para las mujeres. La renta per cápita para la localidad era de $13,425. Alrededor del 13.5% de la población estaba por debajo del umbral de pobreza.